# 复制品

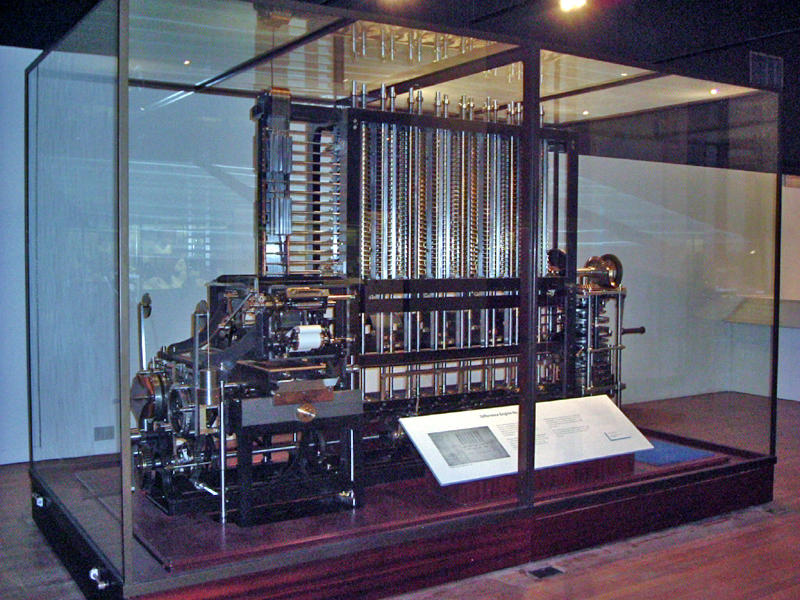
伦敦科学博物馆的差分机2号复制品

复制品是指仿照原件制作的精确（通常比例为1:1）再造品。复制品常用于教育目的，可替换因太脆弱、太珍贵或其他原因而无法展出的作品。不过，复制品也经常被非法用于伪造。